# 大友皇子即位論

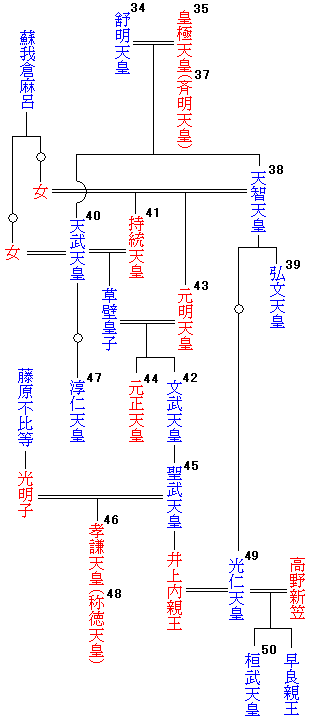
第38～50代天皇世系图

大友皇子即位論是日本史學家間一個重大的爭論點，自江戶時代開始為部分史家所倡議。西元671年，在天智天皇死後主宰朝廷的大友皇子，在翌年的西元672年的壬申之亂中，敗給了大海人皇子（天武天皇）而死。而在這一年間，大友皇子是否有即位為天皇即是史學家的爭議點所在。支持此即位論者認為大友皇子在這一年間應有即位為天皇，反對者則不認同這樣的學說。
由於大友皇子在1870年被追諡為弘文天皇，因此此學說也被稱為弘文天皇即位論。